# Dalni (Yeisk, Krasnodar)
Dalni (del ruso: Дальний) es un posiólok del raión de Yeisk del krai de Krasnodar, en Rusia. Está situado en las tierras bajas de Kubán-Azov, en la península de Yeisk, 29 km al sur de Yeisk y 169 km al noroeste de Krasnodar, la capital del krai. Tenía 91 habitantes en 2010
Pertenece al municipio Trudovoye.